# Neckeropsis fleischeri
Neckeropsis fleischeri là một loài Rêu trong họ Neckeraceae. Loài này được (Dixon) Touw miêu tả khoa học đầu tiên năm 1962.